# Žarana Papić
Žarana Papić est une anthropologue sociale et théoricienne féministe serbe née le 4 juillet 1949 et morte le 10 septembre 2002.

## Biographie
Žarana Papić naît à Sarajevo, en Yougoslavie, le 4 juillet 1949. Sa famille déménage à Belgrade en 1955. Elle obtient son baccalauréat en sociologie de l'Université de Belgrade en 1974 et sa maîtrise une douzaine d'années plus tard de la même institution. Papić est nommée maîtresse de conférences en anthropologie sociale à l'université en 1989 et obtient son doctorat en 1995. Elle meurt subitement à Belgrade le 10 septembre 2002.

## Engagements
Déjà militante alors qu'elle est étudiante, Papić est initiée à la théorie féministe lors de la Conférence de l'Association de sociologie croate en 1976, puis suit le premier cours d'études sur les femmes au Centre interuniversitaire de Dubrovnik, en Croatie plus tard la même année. Elle commence à publier des articles sur les problèmes des femmes en 1977 et aide à organiser la première conférence féministe internationale en Europe de l'Est sous le titre de Drug/ca žensko pitanje, novi pristup ? en octobre 1978 à Belgrade. C'est un moment clé du féminisme yougoslave car y sont présentés le nouveau mouvement féministe et la théorie féministe via des conférences données par des féministes de toute l'Europe.
Papić, avec Lydia Sklevicky, co-édite le premier livre d'anthropologie féministe en Yougoslavie en 1983, intitulé Antropologija žene, et son mémoire de maîtrise est publié en 1989 sous le titre Sociologija i feminizam. Sa thèse de doctorat est publiée en 1997 sous le titre Polnost i kultura: telo i znanje u savremenoj antropologiji.